# The Kids Are Alright (pel·lícula de 1979)
The Kids Are Alright és una pel·lícula concert del 1979 sobre la banda anglesa de rock the Who, que inclou actuacions en directe, pel·lícules promocionals i entrevistes de 1964 a 1978. En particular, inclou l'última actuació de la banda amb el baterista original Keith Moon, filmada als Shepperton Studios el maig de 1978, tres mesos abans de la seva mort.

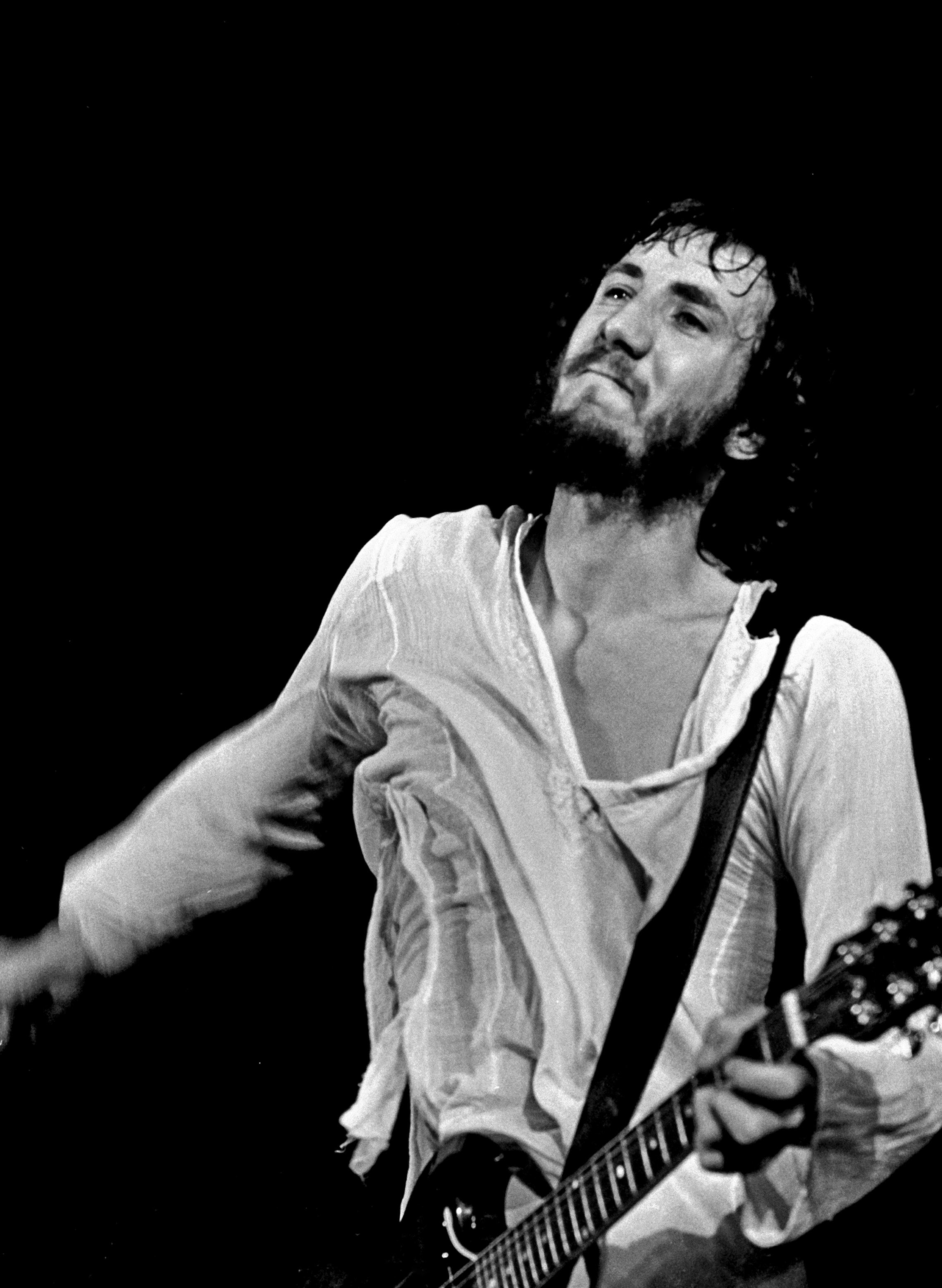
Pete Townshend a Hamburg

## Producció
La pel·lícula va ser principalment obra del fan estatunidenc Jeff Stein que, tot i no tenir experiència prèvia en la realització de cinema, va convèncer la banda perquè recolzés el projecte i va ser el director de la pel·lícula. Stein havia produït un llibre de fotografies de la gira de la banda el 1971 quan només tenia 17 anys. El 1975, es va acostar a Pete Townshend, el principal compositor i guitarrista principal de The Who, per recopilar una col·lecció de clips de pel·lícules per tal de proporcionar una referència històrica als fans de la banda. Townshend va rebutjar inicialment la idea, però el gerent del grup, Bill Curbishley, el va convèncer perquè hi col·laborés. Townshend també es va animar davant el suggeriment de Stein que la pel·lícula podria "fer la gira" pel grup, en un moment en què el guitarrista tenia dubtes sobre la vida a la carretera.

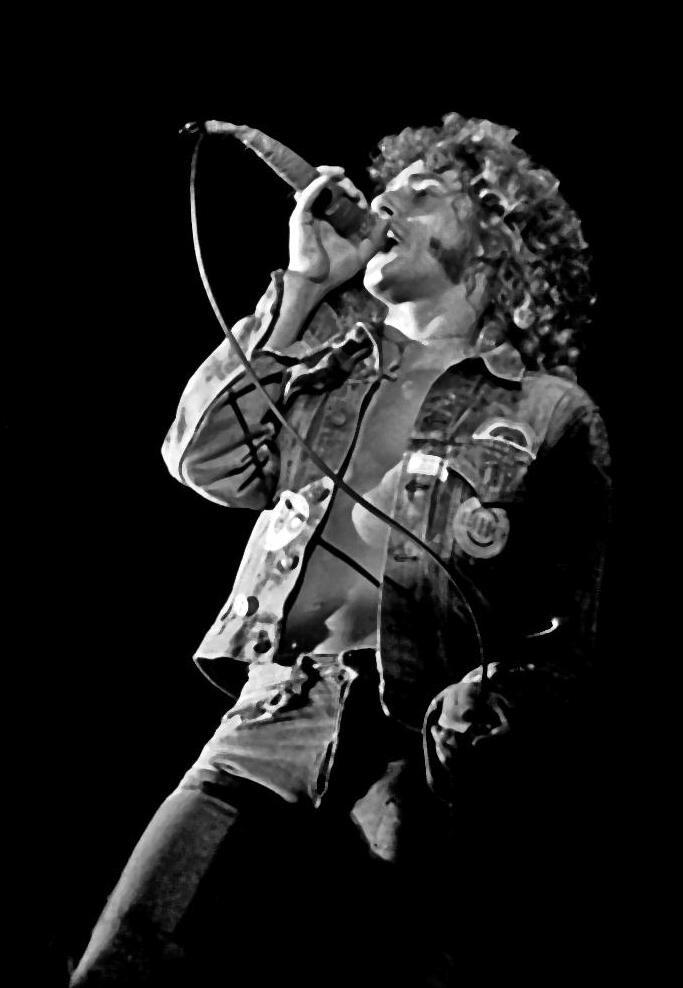
Roger Daltrey a Hamburg

Quan Stein i el seu editor de pel·lícules, Ed Rothkowitz, van mostrar al grup i a les seves esposes una recopilació de 17 minuts de clips de les seves aparicions a la televisió estatunidenques, gairebé no es podien creure la reacció. "Townshend estava a terra, donant-se cops al cap. Ell i Moon estaven histèrics. La dona de Daltrey reia tant que va tombar la taula de cafè a la sala de projeccions. La seva reacció va ser increïble. Els va encantar. Va ser llavors quan estaven realment convençuts que la pel·lícula valdria la pena".

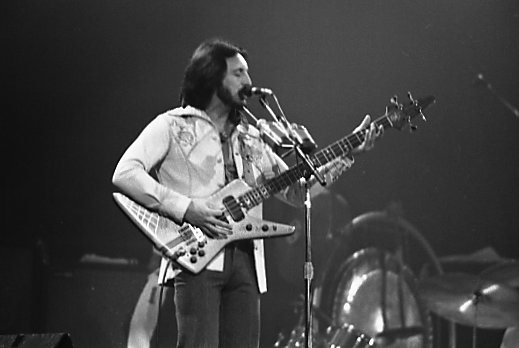
John Entwisle

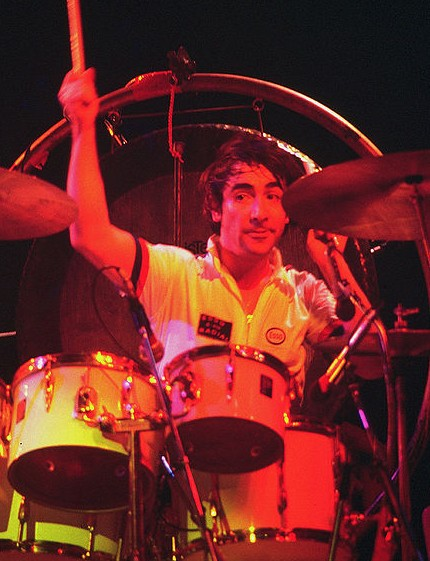
Keith Moon (1975)

Stein sabia que moltes de les millors actuacions de la banda i els moments més memorables mai s'havien enregistrat o s'havien perdut, esborrat o descartat. Durant més de dos anys, va recollir imatges de cinema, televisió i pel·lícules de fans a Gran Bretanya, Estats Units, Suècia, Alemanya, França, Austràlia, Noruega i Finlàndia, en alguns casos rescatant imatges de les escombraries. Tanmateix, hi va haver buits en la representació del catàleg i la personalitat de la banda que van requerir el rodatge de nou material. Això va començar el 20 de juliol de 1977 als Shepperton Studios a Middlesex, Anglaterra, amb un alegre assaig de cançons antigues, inclosa la cançó dels Beach Boys "Barbara Ann" a petició de Stein. L'equip de filmació va passar cinc dies narrant la vida quotidiana del bateria Keith Moon a la seva casa de Malibu, Califòrnia, inclosa la seva festa de 31è aniversari. Finalment, Stein va intentar en diverses ocasions gravar interpretacions de cançons que no eren cobertes pel metratge d'arxiu, especialment "Baba O'Riley" i "Won't Get Fooled Again". Un espectacle únic especial al Kilburn State Theatre el desembre de 1977, organitzat per a la pel·lícula, es va considerar massa difícil d'utilitzar, de manera que un segon espectacle, davant d'un públic convidat, va tenir lloc als Shepperton Studios el 25 de maig de 1978. Ambdues cançons es van interpretar a un nivell molt millor i es van incloure a la pel·lícula. "My Wife" del programa de Kilburn es va incloure a l'àlbum de la banda sonora però no a la pantalla.
El so va ser supervisat pel baixista John Entwistle, i, amb l'excepció d'una actuació de 1965 de "Anyway, Anyhow, Anywhere", on Entwistle va haver de substituir una pista de baix i les imatges de Moon trencant un kit de bateria (com que el metratge original de 8 mm era mut, Moon va sobredoblar sons de bateria), la major part del so era autèntic. Entwistle va lluitar -i va guanyar- perquè ell i en Pete doblessin les seves veus de suport al metratge de Woodstock, perquè Entwistle considerava que les veus de suport del concert original "semblaven greus". Durant el procés d'edició de so, el 7 de setembre de 1978, Keith Moon va morir. Tots els membres de la banda, excepte Townshend, havien vist un tall aproximat de la pel·lícula només una setmana abans i, després de la mort de Moon, estaven decidits a no canviar res.
La pel·lícula es va estrenar al Festival Internacional de Cinema de Canes el 14 de maig de 1979. The Who va promoure l'estrena de la pel·lícula amb algunes actuacions en directe amb el seu nou bateria, l'antic bateria de Small Faces i Faces Kenney Jones.
Un àlbum amb la banda sonora es va publicar el juny de 1979, que inclou algunes cançons i actuacions de la pel·lícula. L'àlbum va arribar al número 26 al Regne Unit i va sortir millor als EUA, on va assolir el número 8 a les llistes d'àlbums de Billboard i va ser disc de platí.

## Contingut
Amb la col·lecció de material que va incloure, Stein va intentar crear no un documental lineal i cronològic, sinó "una trobada revival del rock 'n' roll de cel·luloide" i "una muntanya russa emocionant" que fos digne de la reputació de la banda. Les actuacions que formen el cos de la pel·lícula s'organitzen al voltant d'una sèrie de trobades lúdiques entre els membres de la banda amb diversos amfitrions i programes de tertúlia, la relació lúdica de Pete Townshend amb els seus fans, admiradors i crítics, i les interminables travessias de Keith Moon.

### Espectacles i entrevistes a televisió
La pel·lícula comença amb una explosió, literalment, a l'únic espectacle de varietats de la banda als Estats Units. El 15 de setembre de 1967, The Who va aparèixer al programa de CBS The Smothers Brothers Comedy Hour a Los Angeles després del final de la seva primera gira als Estats Units. Van sincronitzar de llavis les cançons "I Can See For Miles" i "My Generation" i van comprometre l'amfitrió Tommy Smothers en algun enginyós ad-lib abans de "My Generation". Després de l'actuació, la banda va començar a trencar els seus instruments. Moon havia embalat una càrrega explosiva al seu bombo que va incendiar els cabells de Townshend i el va deixar sord temporalment durant 20 minuts, mentre que la metralla dels plats va deixar una esquerda al braç de Moon. Llavors Townshend va agafar la guitarra acústica que sostenia Smothers i la va trencar a terra.
Els clips d'una entrevista de 1973 de Russell Harty Plus de London Weekend Television apareixen sis vegades al llarg de la pel·lícula. Mentre en Harty s'endinsa en el rerefons de la vida dels membres, en Moon torna a robar l'espectacle mentre arrenca la màniga de la camisa de Townshend i després es despulla ràpidament de la roba interior.
Una de les entrevistes de televisió incloses a la pel·lícula inclou Ken Russell, el director de la pel·lícula Tommy, que deixa la seva empremta amb la seva súplica exageradament apassionada: "Jo penso que Townshend, The Who, Roger Daltrey, Entwistle, Moon podrien aixecar aquest país del seu estat ambiental decadent millor que Wilson o tota aquella gent de merda que mai podria esperar aconseguir!"
Una actuació a Shindig! de l'ABC i una de les dues úniques cintes supervivents de les nombroses aparicions del grup al programa britànic Ready Steady Go!, ambdós gravats el 1965, s'inclouen juntament amb nombrosos clips d'entrevistes de BBC Radio, així com entrevistes en blanc i negre, escenaris i actuacions a la pantalla blava (com ara Tommy, Can You Hear Me ?) al programa musical Beat-Club, gravat als estudis Radio Bremen a Hamburg, Alemanya. Els segments filmats a les cases de cadascun dels membres de la banda inclouen diverses converses entre Moon i el seu company bateria Ringo Starr.

### Grans concerts
Les actuacions de tres dels concerts més grans de la banda són testimoni de la progressió de la banda des de l'escena mod britànica fins a la superestrella mundial: 
- El seu concert reticent al Festival de Woodstock el 17 d'agost de 1969 no va ser un èxit artístic als ulls de la banda, però va ajudar a convertir Tommy en un èxit de taquilla i de crítica. Warner Bros. va permetre a Jeff Stein mirar a través dels seus 400.000 peus de pel·lícula del festival de tres dies. A continuació, Stein va reconstruir un "nou" tall de les cançons més destacades de Who (a diferència de les imatges de "pantalla dividida" de la pel·lícula original de Woodstock). Va triar tres cançons: "Sparks", "Pinball Wizard" i "See Me, Feel Me". També va afegir un fragment de "My Generation" quan Townshend va trencar la seva guitarra després d'un breu fragment de "Naked Eye".
- La gira del grup als Estats Units The Who Tour 1975 va assolir el seu punt àlgid davant una multitud de 75.962 persones al Pontiac Silverdome el 6 de desembre. Les imatges de la pel·lícula es van transmetre a pantalles grans de l'estadi perquè els que es troben a l'extrem llunyà poguessin veure els membres de la banda a l'escenari. D'aquí apareix el popurrí "Roadrunner/My Generation Blues". Tanmateix, la banda sonora inclou "Join Together", que precedeix a "Roadrunner".
- Tot i que apareix al final de la pel·lícula, l'aparició de la banda al Monterey Pop Festival el 18 de juny de 1967 va provocar la seva primera gran exposició mediàtica als Estats Units. A la pel·lícula, l'aparició de Who's Monterey Pop retalla les imatges de concerts passats que mostren la banda destruint el seu equip abans de tornar al final destructiu de "My Generation". Aquesta actuació no apareix a la banda sonora.

### Imatges descartades
Almenys tres capítols de la pel·lícula ressuscitan actuacions que es van descartar o es pensava que es van perdre:
- Quan l'English National Opera va permetre que la banda toqués al London Coliseum el 14 de desembre de 1969, l'espectacle va ser gravat per al seu llançament posterior. La mala qualitat del metratge, però, va fer que fos prescindible i Stein va recuperar el metratge d'un abocador d'escombraries. La interpretació de la banda de "Young Man Blues" s'inclou a la pel·lícula. Més tard, les imatges del concert es van publicar íntegrament al disc dos del DVD The Who at Kilburn: 1977.
- Una pel·lícula promocional per a la cançó "Happy Jack" es va rodar el 19 de desembre de 1966 per a una sèrie de BBC Television anomenada Sound and Picture City, però el programa mai es va emetre.
- The Rolling Stones Rock and Roll Circus havia de ser un especial de televisió amb una varietat de grups de rock i artistes de circ, però després del rodatge, els Rolling Stones van sentir que la seva pròpia actuació era deficient i el projecte es va guardar. La pel·lícula inclou una actuació emocionant de la primera "òpera rock" del grup: "A Quick One While He's Away"[2] rodada l'11 de desembre de 1968. Originalment, la imatge del clip estava retallada i vorejada per llums intermitents per compensar la còpia de la pel·lícula (i aquesta versió utilitzava diferents angles de càmera de vegades). Després que l'antic segell dels Stones, ABKCO, va publicar Rock and Roll Circus en DVD, Stein va extreure l'actuació dels Who del DVD i la va tornar a inserir.

### Actuacions finals de Moon
Per cert, la pel·lícula es va convertir en una mena de càpsula del temps per a la banda, ja que Keith Moon va morir només una setmana després d'haver vist el tall aproximat de la pel·lícula amb Roger Daltrey. Moon, segons Daltrey, va quedar profundament commocionat per quant havia canviat físicament en només 15 anys, "d'un noi jove i atractiu a una imatge de Robert Newton". Després de la mort de Moon, el tall brut no va patir ni un sol canvi, ja que ni Stein ni la resta de la banda van voler convertir la pel·lícula en un homenatge a Moon, sinó celebrar la seva vida i carrera amb els Who.
Les últimes actuacions de Moon amb la banda van ser:
- El clip de "Who Are You", la seva darrera actuació d'estudi. Stein volia mostrar l'enregistrament de Who a l'estudi, tot i que la banda ja havia acabat de gravar la cançó. Stein planejava que la banda fes la mímica de l'enregistrament original, però els Who la van tocar en directe als Ramport Studios, Londres, el 9 de maig de 1978. Les úniques pistes de reproducció eren el baix d'Entwistle, el sol de guitarra acústica al mig, la veu de fons i la pista del sintetitzador.
- L'espectacle als Shepperton Studios, Londres, el 25 de maig de 1978, la seva darrera actuació en directe.

### Llista de cançons
La llista de cançons següent està extreta del llibret de DVD de Universal Music.
- "My Generation" (sincronització de llavis) – The Smothers Brothers Comedy Hour, 15 de setembre de 1967
- "I Can't Explain" (en directe) – Shindig!, Twickenham Film Studios, 3 d'agost de 1965
- "Baba O'Riley" (en directe a l'estudi) – Shepperton Film Studios,Londres, 25 de maig de 1978
- "Shout and Shimmy" (en directe) – Fifth National Jazz and Blues Festival, Surrey, 6 d'agost de 1965
- "Young Man Blues" (en directe) – London Coliseum, 14 de desembre de 1969
- "Tommy Can You Hear Me" (sincronització de llavis) – Beat-Club, Radio Bremen Studios, Hamburg, Alemanya, 26 or 28 d'agost de 1969
- "Pinball Wizard" (en directe) – Woodstock festival, New York, 17 d'agost de 1969
- "See Me, Feel Me/Listening To You" (en directe) – Woodstock festival, Nova York, 17 d'agost de 1969
- Final de "My Generation" amb el començament de "Naked Eye" (en directe) – Woodstock festival, New York, 17 d'agost de 1969
- "Anyway, Anyhow, Anywhere" (en directe) – Ready Steady Go!, 1 de juliol de 1965
- "Success Story" (versió d'estudi) – Casa de John, Gloucestershire, 5–6 de gener de 1978
- "Substitute" (sincronització de llavis) – Vídeo promocional, Covent Garden,Londres, 21 de març ce 1966
- "Pictures of Lily" (sincronització de llavis) – Beat-Club, Fernsehstudio, Osterholz, Alemanya, 19 d'abril de 1967
- "Magic Bus" (sincronització de llavis) – Beat-Club, Radio Bremen Studios, Bremen, Alemanya, 7 d'octubre de 1968
- "Happy Jack" (versió d'estudi) – Pel·lícula promocional, Caroline House, Mayfair, Londres, 19 de desembre de 1966
- "A Quick One, While He's Away" (en directe) – The Rolling Stones Rock and Roll Circus film, Stonebridge Park Studios, Wembley, Londres, 10 de desembre de 1968
- "Cobwebs and Strange" (versió d'estudi) – Vídeo promocional de "Call Me Lightning", Hollywood, California, 27 de febrer de 1968
- "Sparks" (en directe) – Woodstock festival, New York, 17 d'agost de 1969
- "Barbara Ann" (en directe a l'estudi) – Shepperton Film Studios, Middlesex, 21 de juliol de 1977
- "Roadrunner/My Generation Blues" (en directe) – Pontiac Silverdome, Pontiac, Michigan, 6 de desembre de 1975
- "Who Are You" (en directe a l'estudi) – Vídeo promocional, Rampart Studios, Battersea, Londres, 9 May 1978
- "My Generation" inclòs el trencament d'instruments d'altres actuacions (en directe) – Monterey Pop Festival, Monterey, 18 June 1967
- "Won't Get Fooled Again" (en directe) – Shepperton Film Studios, Londres, 25 de maig de 1978
- "Long Live Rock" (versió d'estudi) – crèdits de tancament amb Who comiats de diverses actuacions
- "The Kids Are Alright" (versió d'estudi) – crèdits de tancament

## Edició en DVD
Durant molts anys, la pel·lícula es va estrenar en VHS en una forma editada de 90 minuts, extreta d'una còpia d'emissió de televisió feta als anys 80, que era un programa de la RCA SelectaVision CED versió, un format popular a finals dels 70 i principis dels 80. Es van eliminar diverses escenes i l'àudio va tenir diversos problemes de to i interrupcions, a causa de diferents existències de pel·lícules i regions de pel·lícules originals.
El 2003, es va publicar una edició en DVD de la pel·lícula en un paquet ampliat amb llibret i funda dissenyat per Richard Evans. La pel·lícula s'havia transferit des d’interpositiu restaurat en 35mm i l'àudio es va restaurar àmpliament. A més de la pel·lícula original, amb subtítols en anglès, notes a la pantalla, comentaris amb Jeff Stein i el productor de DVD John Albarian i un llibret de 28 pàgines, el DVD contenia un disc extra amb més de tres hores de materials addicionals:
- "See My Way": Q&A amb el director Jeff Stein
- "Behind Blue Eyes": Q&A amb Roger Daltrey
- "Miracle Cure": documental sobre la restauració de The Kids Are Alright
- "Getting in Tune": comparació d'àudio (antic i nou)
- "Trick of the Light": comparació de vídeos (vell i nou)
- "The Who's London": un recorregut per les ubicacions de Who a Londres
- "The Ox": cançons aïllades de John Entwistle per a "Baba O'Riley" i "Won't Get Fooled Again"
- "Anytime You Want Me": funció multi-angle per "Baba O'Riley" i "Won't Get Fooled Again"
- "Pure and Easy": joc de trivia. El premi: un rar tràiler de ràdio de Ringo Starr que promociona The Kids Are Alright
- "It's Hard":joc de trivia. El premi: una presentació de diapositives de la barreja d'estudi 5.1 "Who Are You"

El DVD va ser llançat per Pioneer Home Entertainment. La versió restaurada digitalment de la pel·lícula es va estrenar al New York Film Festival l'octubre de 2003 amb la presència de Daltrey, Lewis, Stein i Albarian.